# حسين أباد باغ نيل
حسين أباد باغ نيل (بالفارسية: حسین‌آباد باغ نیل) هي قرية تقع في قسم جلغة تشاة هاشم الريفي (مقاطعة دلغان) في إيران. يقدر عدد سكانها بـ 340 نسمة بحسب إحصاء 2016.